# Martinius temporalis
Martinius temporalis is een keversoort uit de familie dwergpilkevers (Limnichidae). De wetenschappelijke naam van de soort werd in 1988 gepubliceerd door David P. Wooldridge.